# Ketboğa
Ne pas confondre avec Al-Adil Zayn ad-Dîn Kitbugha al-Mansur sultan mamelouk d'Égypte de 1295 à 1297
Ketboğa Noyan (mongol bichig : ᠬᠡᠲᠦᠪᠤᠬ᠎ᠠ, translittération VPMC : Kitbuga, mongol cyrillique : Хэтбуха, translittération MNS : Khitbukh) est un noyan, officier de l'Empire mongol, mort le 3 septembre 1260. Chrétien nestorien de la tribu des Naïmans, il est un lieutenant du fondateur de la dynastie Ilkhan de Perse, Hulagu.

## Biographie
Il participe à la prise de Bagdad en 1258. En septembre 1259, il est à l'avant-garde de l'armée qui va envahir la Syrie. Après la prise d'Alep le 25 janvier 1260 et le massacre de sa population, il entre dans Damas abandonné par ses défenseurs le 1er mars avec le roi Héthoum d'Arménie et Bohémond VI d'Antioche qui ont rallié les troupes mongoles. Après la reddition de la citadelle (4 avril), il achève la conquête de la Syrie. La Palestine est envahie jusqu'à Gaza ; après le massacre de la garnison de Naplouse. Ketboğa capture le sultan ayyoubide Al-Nasir Yusuf dans la Belqa[C'est-à-dire ?]. 
À la mort du Khagan Möngke, le 11 août 1259, la guerre de succession, dite guerre civile toluid, éclate entre Kubilai Khan et son jeune frère Ariq Boqa. Hulagu, le quatrième frère, prend parti pour Kubilai et quitte la Syrie pour lui prêter main-forte. Il laisse Ketboğa avec 20 000 ou 10 000 hommes selon les sources. Après un incident où les Mongols brûlent et détruisent Sidon, dont le comte Julien Granier avait fait tuer son cousin, Ketboğa s'avance avec ses troupes au sud, vers l'Egypte. 
Les mamelouks d'Égypte envoient une puissante armée qui part du Caire le 26 juillet, alors que la population musulmane de Damas se révolte. La garnison mongole de Gaza se rend au sultan Qutuz, qui obtient l’autorisation des croisés d’Acre de traverser leurs terres et de s’y ravitailler. 
Le 3 septembre, à Aïn Djalout (la Source de Goliath, dans la vallée de Jezreel), l'avant-garde mamelouke conduite par le général Baybars attaque les Mongols avec un petit détachement. Les troupes de Ketboğa, tombant dans le piège, contre-attaquent et le poursuivent. Elles se trouvent alors encerclées par les troupes égyptiennes embusquées, plus nombreuses. La cavalerie mongole est exterminée, Ketboğa est lui-même vraisemblablement capturé et décapité. Le 8 septembre au soir, les mamelouks entrent en libérateurs dans Damas.

### Sources
- René Grousset, L’empire des steppes, Attila, Gengis-Khan, Tamerlan, Paris, Payot, 1938, quatrième édition, 1965, (version .pdf) 669 (présentation en ligne, lire en ligne)